# Château d'Essertaux
 (février 2024).
Si vous disposez d'ouvrages ou d'articles de référence ou si vous connaissez des sites web de qualité traitant du thème abordé ici, merci de compléter l'article en donnant les références utiles à sa vérifiabilité et en les liant à la section « Notes et références ».
Le château d'Essertaux est situé sur la commune d'Essertaux, dans la Somme. Le château fait l’objet d’une inscription au titre des monuments historiques depuis le 19 février 1926.

## Historique
La seigneurie d'Essertaux est, dès le XVIe siècle, la possession de la famille de Béry.
En 1664, Marc Philippe de Béry d'Essertaux épouse Madeleine Ancelin, fille de l'ancienne nourrice du Roi Louis XIV Perrette du Four et soeur d'Humbert Ancelin.
Leur petit-fils Henri Gabriel de Béry d'Essertaux, né à Essertaux en 1718, obtient en 1764 de Louis XV l'érection de la seigneurie d'Essertaux en marquisat.
Il fait ensuite rebâtir l'église paroissiale, consacrée en 1769, avant d'entreprendre, vers 1780, la reconstruction du château. Ce dernier vient d'être terminé quand il meurt, en 1791.
Le château comprend alors un vaste corps de logis rectangulaire entièrement en pierre, accosté d'ailes basses et s'organisait autour d'un imposant avant-corps central à trois niveaux richement ornementé.

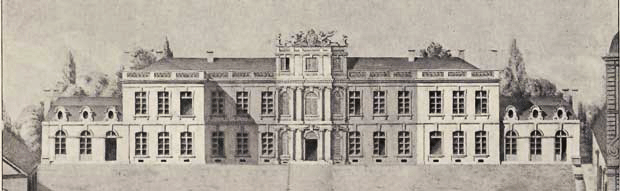
L'ancien château d'Essertaux.

Par suite de l'émigration de son fils, Claude Louis de Béry d'Essertaux, pendant la Terreur, le château et son domaine sont saisis et vendus comme bien national. Son épouse, Robertine de Surmont, parvient à racheter le château en 1803, mais le revend en 1826  L'acquéreur en fait démolir les deux extrémités. La partie centrale, seule conservée, est achetée en 1828 par la famille de Guillebon.

### Liste des possesseurs du château d'Essertaux

#### Famille de Bery
Le château est construit par la famille de Bery.
Lettres patentes d’érection en Marquisat de la terre d'Essertaux et hameau de Flers, relevant de la châtellenie de Bonneuil, avec union d'Oresmaux, et de la baronnie de Jumelles (ancien marquisat), relevant de Boves, au bailliage d’Amiens, province de Picardie, en faveur de Henry-Gabriel de Bery, données par le roi Louis XV à Versailles au mois de mars 1764, enregistrées au Parlement de Paris le 1er avril 1765, et à la Chambre des Comptes de Paris le 24 avril de la même année.

#### Famille de Guillebon

La famille de Guillebon ou Le Thoillier de Guillebon est une famille de la noblesse française dont sont issus depuis le XVIe siècle de nombreux militaires, dont plusieurs officiers généraux. Cette famille est originaire de Picardie et d'Île-de-France où elle est connue depuis le XVe siècle (ancien patronyme : Le Thoillier.
Après la seconde guerre mondiale, le château d'Essertaux appartient au général Jacques de Guillebon, compagnon de la Libération, mort en 1985. Sa famille a conservé le château jusqu'en 2005.